# عيسى قمري
ولد عيسى قمري في سنغافورة في العام 1960، وهو متزوج ولديه ابنتان. درس قمري تخصص الهندسة المعمارية وتخرج من جامعة سنغافورة الوطنية مع مرتبة الشرف عام 1989، ونال درجة الماجستير في الفلسفة في الأدب المالاوي من الجامعة الوطنية في ماليزيا عام 2009، ويشغل حاليًا وظيفة نائب مدير هيئة النقل البري في سنغافورة.

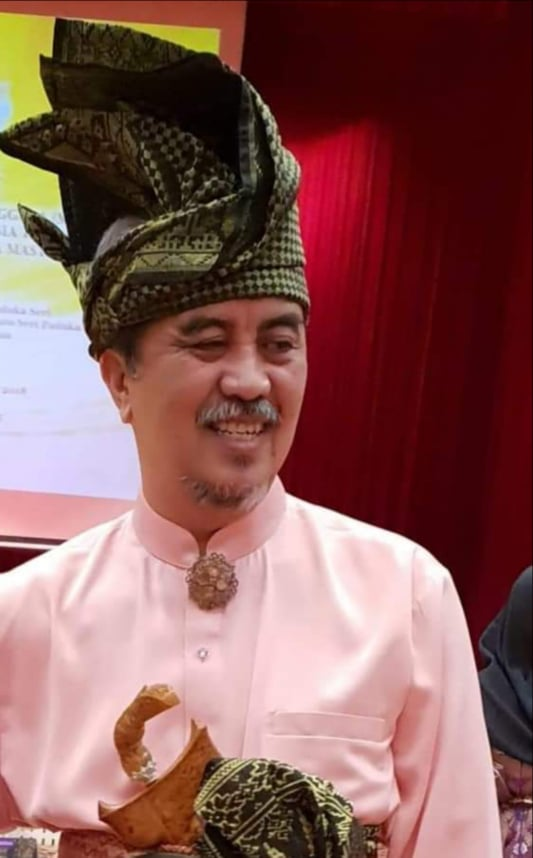
عيسى قمري

## الإنجازات
كتب عيسى قمري 9 روايات، و3 مجموعات شعرية، ومجموعة واحدة من القصص القصيرة، وكتاب مقالات حول شعر لغة الملايو في سنغافورة، ومجموعة من النصوص المسرحية، وكلمات أغاني لألبومين فنيين. جميع أعماله المذكورة كُتبت باللغة الملايوية. تمت ترجمة رواياتهِ إلى اللغات الإنجليزية والتركية والأوردو والهندية والإندونيسية والماندراين الصينية، بينما تُرجمت مجموعة مقالاته وقصائده المختارة إلى اللغة الإنجليزية. في العام 2016، نشر عيسى قمري أول رواية له بالإنجليزية تحت عنوان Tweet. مُنح عيسى جائزة الكتابة لجنوب شرق آسيا من مملكة تايلاند في عام 2006، والميدالية السنغافورية الثقافية في عام 2007، وجائزة تون سيري لانانج من مجلس لغة الملايو في سنغافورة في عام 2009، وجائزة ماستيرا الأدبية من بروناي دار السلام في عام 2018.

## ملاحظة إلى قرّاء رواية توسل الأعزاء
من المثير للأسى في نفسي الاستماعُ إلى ما يحصل حول العالم من حروب وهجمات إرهابية مستمرة، ويزيد هذا البؤس بؤسًا شمول المسلمين في هذه المآسي الإنسانية. أدت الحروب في كلٍ من البوسنة وأفغانستان وفلسطين ومينداناو في الفلبين وكشمير إلى سقوط العديد من الضحايا، والتسبب بالمعاناة للكثيرين. كما أنَ ما بثته الأخبار والتغطيات الإعلامية عن أحداث 11 من سبتمبر، بالإضافة إلى ظهور الجماعات الإسلامية المسلحة قد حطم بشكلٍ غير متعمد الصورة السائدة بشأن اعتبار المسلمين أناسًا محبين للسلام.
أنا على ثقةٍ أنّ الكثيرين سخروا من الإسلام واتهموه بأنه دينٌ يدعم الإرهاب من خلال دعوته إلى الجهاد. وكما كان متوقع، فقد رفض المفكرون الإسلاميون هذا القول، ودافعوا عن الإسلام باعتباره دين تسامحٍ وعطفٍ ووحدةٍ ومحبةٍ. 
حامت إحدى نقاط الجدل الفكري حول عدم ملائمة الإسلام لتناول المخرجات المتسارعة للتطورات والتقدمات في مجالي العلوم والتكنولوجيا، حيث أنّ المجتمعات الإسلامية حول العالم مجردةٌ بشكل كبير من المعرفة والثروة والسلطة، في حين أنّ العيون في الغرب تنظر إلى الحضارة الإسلامية اليوم من منظور الانتكاسة الاجتماعية والسياسية والاقتصادية والثقافية.
ومرة أخرى، تصدى المفكرون ورجال الدين المسلمون لكل ما يمس عظمة الإسلام، ووضحوا عدم صحة المعايير التي يعتمد عليها النقاد، كما أنهم قدموا العديد من النظريات والأسس الفلسفية المستمدة من الإسلام كإجاباتٍ مفندةٍ للشكوك الهجومية. 
والسؤال المطروح هنا: إلى أي مدى تقبل العالم وجهات النظر تلك؟ وهل نجح المفكرون المسلمون في إقناع العالم بقدسية ومنفعة وعظمة الإسلام؟ أم أنهم ظنوا أنّ المسلمين ما زالوا قادرين على حكم العالم بمعرفتهم الماضية فقط؟
هل جميع الانتقادات التي وجهت إلى المسلمين لا أساس لها من الصحة؟ أم أنّ العقل الإسلامي قد أغلق أبوابه أمام جميع الآراء المغايرة لملته؟ هل تعمق المسلمون في التنقيب عن نقاط ضعفهم؟
هذه بضعٌ من المواضيع والقضايا التي بقيت تؤرقني وبقيت أتفكر بها مليًا لمدة طويلة، وقد قادتني أفكاري إلى استنتاج نقطتين راسختين في الفكر والتوجه والمعتقد الإسلامي المؤثر بعمقٍ على وجودنا، وهما: تفسيرنا الخاص للتاريخ الإسلامي ونفورنا من تقبل التغيير.
يعتمد المسلمون مبدأ «الرجوع إلى القرآن وسنة النبي صلى الله عليه وسلم» لإيجاد حلولٍ لجميع المشاكل التي نواجهها حتى هذا اليوم، لكني أشعر أنّ الالتزام به وممارسته تجري بطريقة خاطئة. ربط هذا المبدأ أفكارنا بالإرث الغني للماضي، ولم يحررنا لنتهيأ للعالم المعاصر. نحن مقيدون بأمجاد الماضي، وغاضون أبصارنا عن نقاط ضعفنا.
يجب علينا دائمًا تبجيل نبينا الكريم صلى الله عليه وسلم. في رواية (توسل)، تحديت نفسي وحاكيت جزءًا من التاريخ الإسلامي بوضعه في سياق المجتمع المعاصر، وقدمت إنسانًا مستنسخًا يعتمد على تجارب الماضي من أجل حلّ المشاكل المعاصرة.
أليس هذا ما يريده المسلمون المفتونون بأمجاد مسلمي الماضي؟ ألم نحلم بالعيش مع النبي صلى الله عليه وسلم؟
آمل أن يفكر أولئك الذين يتوقون إلى العيش في زمن النبي صلى الله عليه وسلم بأي مرحلةٍ يريدون أن يكونوا جزءًا منها، وكيف يمكن تبني تعالميه الشريفة. هل من الصحيح أن نتقبل الماضي وننقل تجاربه إلى الحاضر بعقلٍ منغلق يفتقر إلى التفكير الخلّاق ومن دون الاستكشاف الكافي لإسهامات المجتمعات الآخرى في هذا العالم؟  هل يجب علينا أن نتخذ موقف أنّ كلّ ما حصل في حياة النبي صلى الله عليه وسلم هو نقطة النهاية، وبالتالي ينبغي علينا عيش حياتنا وفقًا لهذا؟
في رواية (توسل)، يعيش المُستنسخ الماضي المجيد المُسترجع ويقوم بالعديد من التغييرات. يا ترى، ما موقفنا تجاه ما يحصل؟
أود التأكيد وبشدة على أنني لا أنوي بأي شكل من الأشكال تدنيس إرث النبي الكريم صلى الله عليه وسلم، كما أنه ليس بنيتي تشويه أو انتهاك حرمة التاريخ الإسلامي وأحداثه المسجلة. أريد حثّ المسلمين على تفسير التاريخ بعقلٍ منفتح، وأريد إظهار أنّ الإسلام صالحٌ لكلِ زمان.
وأنا على ثقة أنّ قدسية هذا التاريخ لن تتغير، ولن يؤثر ما كتبته أبدًا على هذه الحقيقة ولن تتغير. 
قمت بتصوير حياة شعب (الإمورت) في الرواية حتى يتسنى لنا التفكير. حيث أننا، نحن المسلمون، تمامًا مثل (الإمورت): أصبحنا مستبعدين، وفقدنا احترامنا وأصبح الآخرون يخشوننا. 
والآن، سأستعرض رحلتي التي خضتها في كتابة هذه الرواية.
بدأت تأملاتي بينما كنت أؤدّي فريضة الحج في شهر فبراير عام 2001. فتحت كلٌ من مكة المكرمة والمدينة المنورة عيناي إلى حاجتنا لعيش ديننا بناءً على السوابق التاريخية، لكن هذا الشعور تلاشى عند وصولي إلى مدينة (جدة) من أجل استكمال رحلة عودتي إلى الوطن، وفكرت بجوانب التاريخ الإسلامي التي ينبغي عليّ اصطحابها معي لتكون سُبل إرشادٍ لي.
عندما عدت إلى الوطن، ذاعت أنباءٌ بخصوص طفرات جديدة في مجال استنساخ الحيوانات. لقد تجرأت مثل هذه الإنجازات إلى قيام البشر بدور 'الخالق'، وفكرت أنّ هذا يقلل من دور الله عز وجل - حاشاه تعالى - في حياتنا، وأنّ العقيدة الإسلامية التي تنص على أننا سنلقى حسابنا في الآخرة بناءً على أعمالنا في الدنيا ستوضع أمام تحدٍ إذا كان بالإمكان إطالة الحياة الإنسانية وإعادة خلقها بواسطة الوسائل المتطورة للعلم والتكنولوجيا، وقد بدى جليًا لي أنّ كلاً من الإنسانية والإسلام يقفان على مفترق طرق.
ثمّ في منتصف العام 2001، وبينما كنت أقرأ مقالة حول إقامة معرضٍ للثقافة الإسلامية في بروناي دار السلام، ذُهلت عندما علمت أن ظفيرة شعرٍ، قيل بأنها تنتمي للنبي صلى الله عليه وسلم، كانت من بين المعروضات. شعرت لوهلة بنفس الرهبة التي غمرتني عند زيارتي لقبر النبي الكريم صلى الله عليه وسلم في المدينة المنورة، وتساءلت ما إذا كانت محتويات المعرض هي الإرث الوحيد المتبقي من الحضارة الإسلامية الرائعة.
أظهرت قراءاتي في مجال علم الجينات حتى تلك اللحظة وجود إمكانية استخدام الشعر للاستنساخ، مما يثير سؤالاً ما إذا كان المستنسخ يمتلك القدرة الجينية لتكرارالحياة التي عاشها ذات مرة؟
تلى ذلك أحداث 11 من سبتمبر، كيف كانت ردة فعلي على تلك المأساة التي جعلت أصابع الإتهام تتوجه نحو المسلمين؟ وكيف أثر ذلك على معتقداتي الدينية؟
طرأت لي فكرة التعبير عن استكشافاتي الفكرية والروحية عبر كتابة هذه الرواية  التي تدمج بين التقدم العلمي وعظمة الإرث الديني.
كنت في البداية خائفًا من أُتهم بالكفر، نظرًا لخوضي في موضوع مقدس.
وجبّ علي مواجهة المخاطر المرتبطة بهذه الرواية، تمامًا مثل شخصية (حسير) الذي أُتهم بتدنيس وتشويه التاريخ المقدس. من الممكن أن يظن بعض القراء أنني أهاجم وأتطاول على منزلة النبوة من خلال شخصية المستنسخ، وأنني أزعزع إيمان الكثيرين عبر ذلك، وقد أُتهم بإيجاد شخصية لنبي مزيف.
وعلى الرغم من ذلك، عزمت أمري على التحلي بالشجاعة الفكرية عبر عرض أفكاري في قالب أدبيٍ ممثلٍ برواية. وهكذا، ألّفت رواية (توسل) في العام 2002، وتمت ترجمتها إلى اللغة الإنجليزية في العام 2009.
آمل أن يتقبل القراء المواضيع المطروحة في هذه الرواية، ويتفكرون بالتحديات التي تحيط في العالم اليوم، فأنا بالنهاية أبحث عن صوتي الخاص وسط كل هذا الضجيج.
عيسى قمري